# دیتر کراوزه
دیتر کراوزه (انگلیسی: Dieter Krause؛ زادهٔ ۱۸ ژانویه ۱۹۳۶) قایقران کانو اهل آلمان بود.
وی در مسابقات کشوری و بین‌المللی در مجموع برندهٔ ۲ مدال طلا، ۱ مدال نقره، ۲ مدال برنز شده‌است.